# Shiliguri
Shiliguri (bengalisch শিলিগুড়ি IAST Śiliguṛi, englisch Siliguri) ist eine Stadt im Norden des indischen Bundesstaates Westbengalen mit ungefähr 650.000 Einwohnern (Volkszählung 2011). Sie ist die größte Stadt des Distrikts Darjiling und liegt am Flussufer der Mahananda.
Die in der Stadt vorherrschenden Sprachen sind Bengalisch und Nepali.
Shiliguri ist seit 1994 eine Municipal Corporation. Eine Besonderheit ist, dass sich 14 der 47 Wards im benachbarten Distrikt Jalpaiguri befinden.
Das Zentrum Shiliguris liegt vier Kilometer nördlich des für die Region wichtigen Eisenbahnknotens New Jalpaiguri (NJP Train Station), von wo aus der gesamte Schienenverkehr in die ostindischen Gebiete von Assam, Tripura und Nagaland, aber auch in den Norden Bangladeschs führt. Der nächstgelegene Flughafen ist westlich im 15 km entfernten Bagdogra.

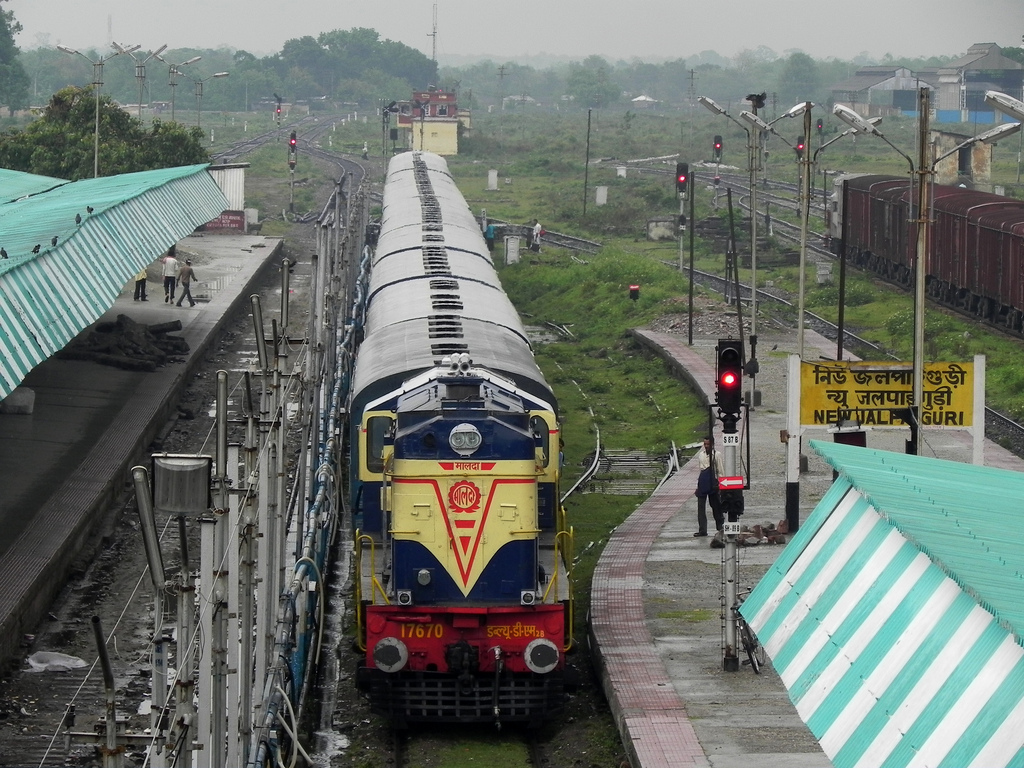
New Jalpaiguri Station

Von Shiliguri gibt es Busverbindungen nach Bhutan, Kalimpong, Gangtok und Darjiling, was die Stadt zum Ausgangspunkt für Reisen in die östliche Himalayaregion macht. Die Schmalspurstrecke der Darjeeling Himalayan Railway fährt vom Bahnhof in Shiliguri in das nur 80 Kilometer entfernte, aber 2.000 Meter höher gelegene Darjiling.
Etwa 25 km nördlich der Stadt überquert die 1941 eröffnete Coronation Bridge den Fluss Tista und stellt damit eine wichtige Straßenverbindung zu den weiter östlich gelegenen Landesteilen her.

## Shiliguri-Korridor
Die Stadt ist namensgebend für den sogenannten Shiliguri-Korridor (umgangssprachlich auch als chicken’s neck, „Hühnerhals“ bezeichnet). Darunter wird die Landbrücke verstanden, die Nordostindien mit dem Rest Indiens verbindet. An seiner engsten Stelle ist dieser Streifen indischen Territoriums zwischen Nepal im Westen und Bangladesch im Osten nur etwa 27 Kilometer breit. Durch den Korridor verlaufen eine große Zahl von wirtschaftlich und militärstrategisch wichtigen Infrastruktureinrichtungen, so u. a. die Fernstraße NH31, Eisenbahnlinien, Hochspannungs-Stromleitungen, Erdöl-Pipelines, Kabelverbindungen, Straßen etc. Die Stadt Shiliguri verdankt ihre heutige Bedeutung als mittlerweile drittgrößte Stadt Westbengalens der Lage in diesem Korridor, der sie zu einem wichtigen Infrastruktur-Knotenpunkt werden ließ. Der Korridor selbst ist ein künstliches Gebilde, geschaffen 1947 durch die Teilung Indiens, die Ostbengalen abtrennte und an Pakistan angliederte, so dass durch die neue Grenzziehung fast alle existierenden Infrastrukturverbindungen in den indischen Nordosten unterbrochen wurden bzw. in den Korridor verlegt werden mussten.

## Persönlichkeiten
- Wriddhiman Saha (* 1984), Cricketspieler
- Soumyajit Ghosh (* 1993), Tischtennisspieler
- Richa Ghosh (* 2003), Cricketspielerin